# Castillo de Cabeza de Esparragal

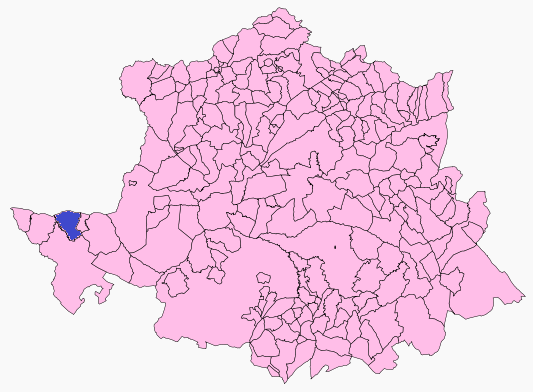
Ubicación del castillo en la provincia de Cáceres.

El Castillo de Cabeza de Esparragal es una fortificación que data del siglo XIII y que se encuentra próximo a la localidad de Santiago de Alcántara, en el término municipal del mismo nombre, municipio  español situado a unos 96 km de Cáceres, capital de la provincia del mismo nombre, en la Comunidad Autónoma de Extremadura y a 143 km de  Mérida y haciendo frontera con Portugal.

## Historia
Por los restos que se conservan, pudo ser construido en la alta Edad Media. Durante la Reconquista tuvo un gran protagonismo ya que en el año 1220 el rey  Alfonso IX tomó toda la comarca que comprendía Valencia de Alcántara y Cabeza de Esparragal. Anteriormente ya había estado bajo la dominación cristiana durante poco tiempo como causa de su conquista por el rey  Fernando II que lo cedió a la Orden del Temple. Después de reconquistarlo, el rey Alfonso IX se lo cedió a la Orden de Alcántara y llegó a ser cabeza administrativa de una de la Orden.

## El castillo
Su ubicación es ya, de por sí, un elemento defensivo natural ya que se encuentra en la cima de un cerro que se alza en plena llanura. Alrededor del cerro y según se inicia la subida aparecen los restos de varios recintos defensivos envolventes, que se ajustan a las curvas de nivel, de lo que fue la parte principal del castillo. En la actualidad se aprecian restos de tres recintos concéntricos, pero ha desaparecido todo lo que fue la parte principal del castillo.